# Hilarimorpha loisae
Hilarimorpha loisae är en tvåvingeart som beskrevs av Webb 1974. Hilarimorpha loisae ingår i släktet Hilarimorpha och familjen Hilarimorphidae.
Artens utbredningsområde är Washington. Inga underarter finns listade i Catalogue of Life.